# Oulad Massaoud
Oulad Massaoud (en àrab أولاد مسعود, Ūlād Masʿūd; en amazic ⵡⵍⴰⴷ ⵎⵙⵄⵓⴷ) és una comuna rural de la província d'El Kelâa des Sraghna, a la regió de Marràqueix-Safi, al Marroc. Segons el cens de 2014 tenia una població total de 5.011 persones.